# Larysa Kuzmenko
Larysa Kuzmenko (* 23. Januar 1956 in Mississauga, Ontario) ist eine kanadische Komponistin und Pianistin.

## Leben
Kuzmenko studierte Klavier am Royal Conservatory of Music bei Kenneth Harrison, Clifford Poole, Samuel Dolin und Boris Lysenko und von 1979 bis 1981 Komposition bei Dolin, Oskar Morawetz und Walter Buczynski an der University of Toronto. Sie unterrichtet seit 1996 am Royal Conservatory und seit 2004 an der University of Toronto.
Seit 1972 tritt Kuzmenko als Pianistin auf, seit 1980 auch als Konzertpianistin vorwiegend mit virtuosen Werken romantischer und spätromantischer Komponisten wie Sergei Rachmaninow. Sie erhielt Kompositionsaufträge u. a. vom Royal Canadian College of Organists, der CBC und des Ontario Arts Council. 2010 war sie Senior Festival Composer beim North York Music Festival. Viele ihrer Klavierkompositionen wurden von Christina Petrowska Quilico uraufgeführt und eingespielt.
2011 wurde sie mit Piano Concerto für den Juno Award in der Kategorie Classical Composition of the Year nominiert.

## Werke
- Homeland für Frauenchor und Klavier, 1978
- Ritual für Blasorchester, 1978
- Elegy and Song für Flöte, Vibraphon, Harfe und Sopran, 1978 UA mit Roxolana Roslak, Sopran
- Three Songs für Sopran und Klavier, 1980 UA mit Roxolana Roslak
- Nocturne and Dance für Sopran, Flöte und Klavier, 1980, UA mit Lynn Blaser, Eileen Fawcett und der Komponistin
- Fantasy for Band, 1981
- Improvisations für Altsaxophon und Perkussion, 1981, UA mit Keith Loach
- Little Suite für Klavier, 1982
- Grimoire für Bläserquintett, 1982
- Doctor Faustus für Sopran und Klavier (Text: Christopher Marlowe), 1984, UA mit Roxolana Roslak
- Concertino für Vibraphon, Marimba und Orchester, 1986–87
- Prayer für dreistimmigen Frauenchor und Klavier (Text: Bogdan Antonich), 1988
- Traveller On A Dark Wind für zwei Klaviere, 1991
- Spirits of the Dead für gemischten Chor (Text: Edgar Allan Poe), 1991
- Sonata for Cello and Piano, "A Dream Within A Dream", 1992 UA mit Jeremy Findlay und der Komponistin
- Atlantis für Orgel, 1993, UA mit Michael Bloss
- Concerto for Accordion, 1993, UA mit Joseph Macerollo
- Romance für Klavier, 1993
- Mysterious Summers Night für Klavier, 1993
- Tekahionwake, vier Lieder für Mezzosopran, 1993
- A Prayer for String Orchestra, 1993, UA mit dem Mississauga Chamber Orchestra unter Leitung von John Barnum
- The Faywood School Songs: "Night", "Stars", and "Wind", 1995
- Piano Concerto, 1996, UA mit Christina Petrowska und dem Winnipeg Symphony Orchestra unter Bramwell Tovey
- Suite of Dances für Flöte, Cello und Klavier, 1997
- In memoriam: To the Victims of Chernobyl, 1997 UA mit Mary Kenedi
- Concertino for Organ and Strings, 1998 UA mit Karen Holmes
- In search of Eldorado, Liederzyklus für Klavier und Mezzosopran, 1998, UA mit Catherine Robin
- Lilith für Streichquartett und Englisch Horn, 2000
- Concerto for Piano and Percussion, 2000
- Singing with the Light of a Thousand Stars, drei Lieder für dreistimmigen Frauenchor, 2001
- Set me as a seal upon thy heart für Sopran und Orgel, 2001 UA mit Lorna MacDonald und David MacDonald
- Capriccio für Streichquartett, Perkussion und Flöte, 2002 UA mit Beverley Johnston und Vicky Blechta
- Piano Concerto, 2002 UA mit Andrew Burashko
- Impromptu and Toccata für Bläserquintett, 2003
- Entre Amis für Cello und Klavier, 2003, UA mit Kristine Bogyo und Anton Kuerti
- Voice of Hope für Sopran und Streichorchester, 2003, UA mit Katerina Tchoubar
- Dreams für gemischten Chor und Klaviertrio, 2004
- Sea Without A Shore für Cello und Orchester, 2004, UA mit Shauna Rolston und dem Thunder Bay Symphony Orchestra unter Geoffrey Moull
- Ave, Regina Coelorum (Rejoice, Virgin Glorious) für dreistimmigen Frauenchor und Klavier, 2008
- Fantasy für Cello solo, 2008 UA mit Kaori Yamagami
- Daffodils für Kinderchor, 2009
- Silver Birds für Klavier, 2010, UA mit Christina Petrowska
- Polynia für Klavier, Violine und Bassetthorn, 2010
- Christmas Bells für Kinderchor, 2010
- A Journey to a New Life für Streichquartett, 2011
- Behold the Night für Kinderchor und Orchester, 2011